# 젓새우

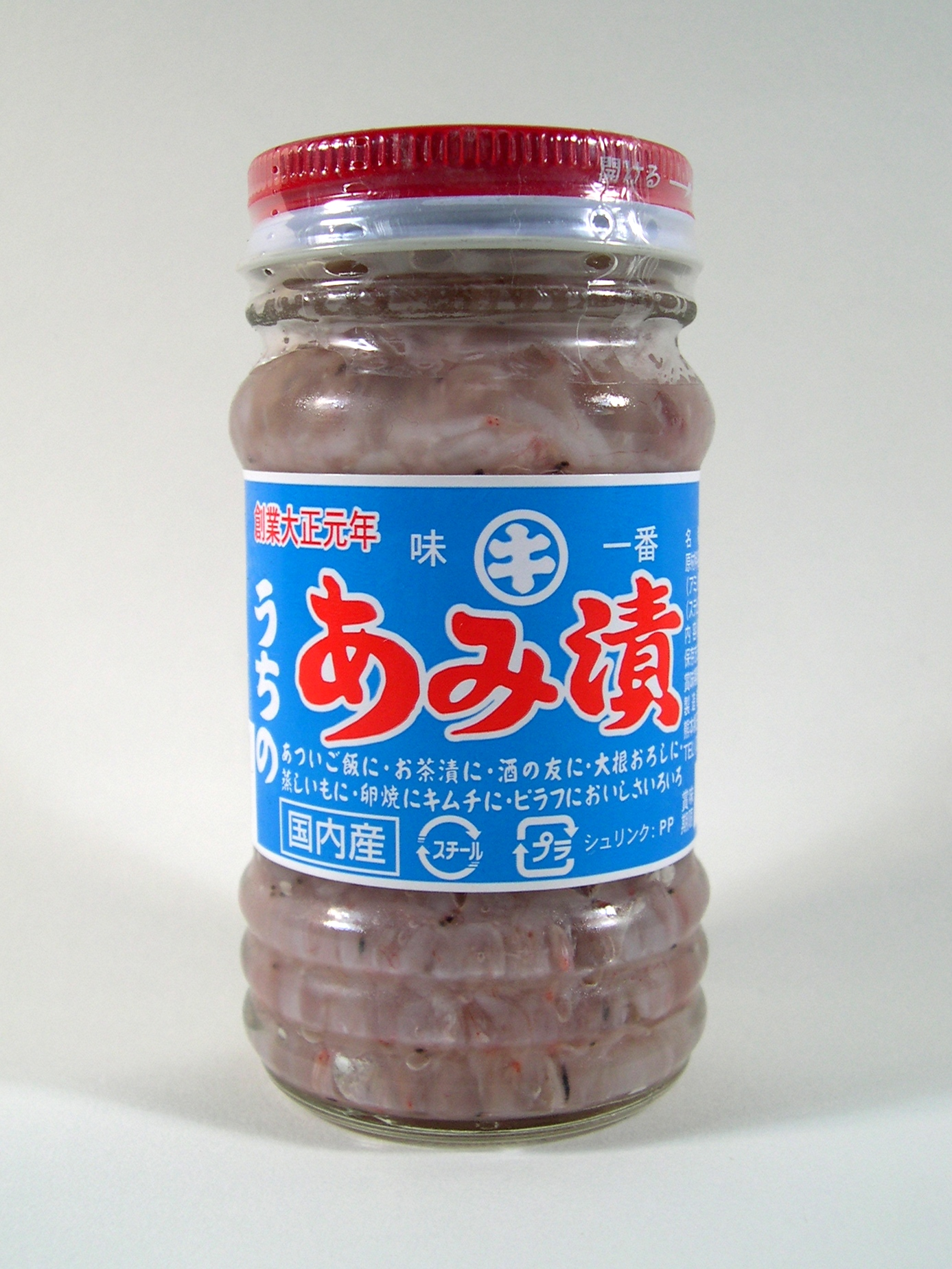

젓새우는 젓새우과의 절지동물이다. 암컷의 몸길이는 약 21~30mm이고 수컷의 몸길이는 16~24mm이다. 몸색깔은 대체로 옅은 분홍색이며 가슴과 배는 옆으로 납작하다. 산란기는 6~7월이다.